# 낸시 커렐
낸시 커렐(Nancy Carell, 1966년 7월 19일 ~ )은 미국의 배우, 코메디언이다.

## 출연 작품
- 내 여자친구의 결혼식 (2011)
- 더 구드 패밀리 (2009)
- 더 오피스 1 (2005)
- 세터데이 나잇 라이브: 더 베스트 오브 윌 페럴 - 볼륨 2 (2004)
- 더 데일리 쇼 위드 존 스튜어트 (1996)